# Aufhalter (Klingenwaffe)

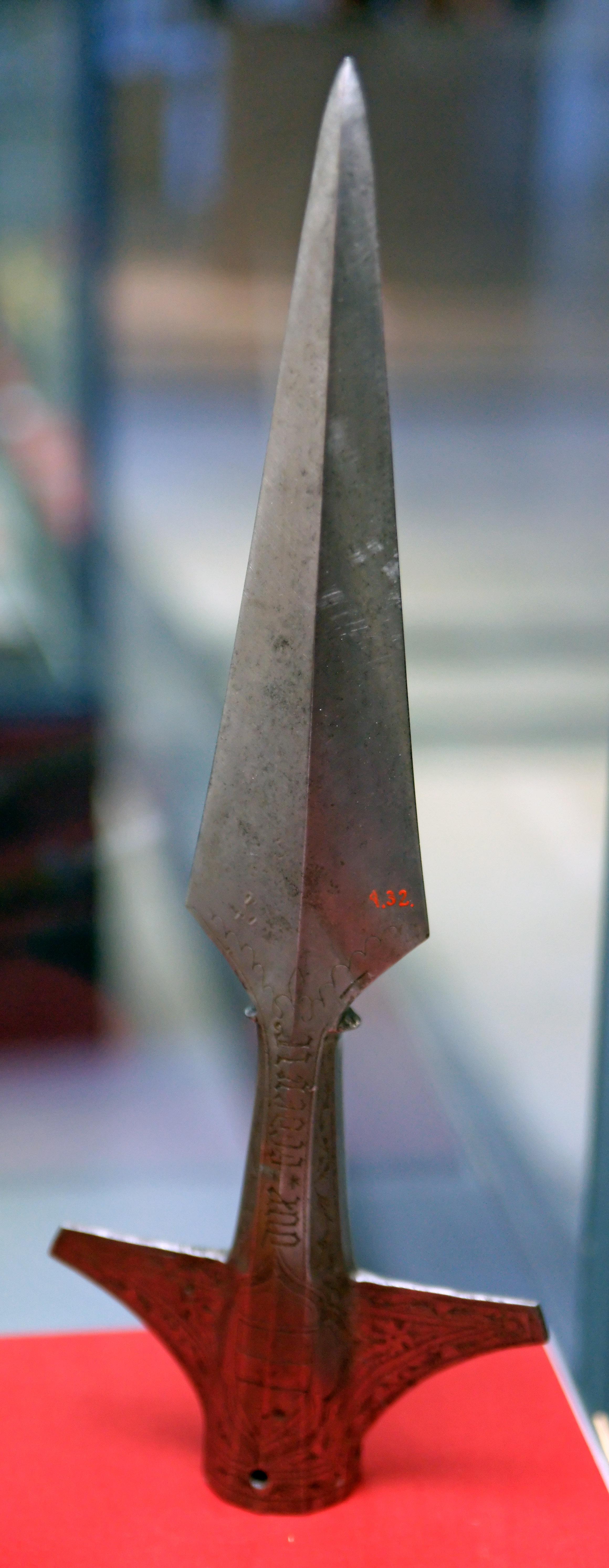
Spießklinge mit Auflaufknebel

Ein Aufhalter oder Auflaufknebel ist das Querstück, das an einer Flügellanze, einem Knebelspieß, Bäreneisen, Sponton, Sauschwert oder an einer Saufeder quer zum Schaft angebracht ist.

## Beschreibung
Der Aufhalter verhindert, dass ein Tier oder ein Gegner nach erfolgtem Stich weiter auf die Stangenwaffe „hochläuft“. Es soll also den Gegner aufhalten. Dies dient der Sicherheit des Jägers oder des Soldaten. Ein Aufhalter ist normalerweise aus der Klinge ausgeschmiedet. Wenn es sich um eine quer zum Schaft befestigte Barriere aus Metall, Holz oder Horn handelt, spricht man von Auflaufknebel. Beim Auflaufknebel gab es gesteckte Varianten mit starrer Verbindung und auch gebundene Varianten die beispielsweise mit Lederriemen befestigt wurden.